# BeOS
BeOS är ett operativsystem utformat för multimedia influerat av Windows, Unix, Mac OS Classic och AmigaOS och hade ett för tiden bra stöd för flera processorer.
Det började utvecklas av Be Incorporated 1991 för att köras på deras egna maskiner, kallade BeBox. BeBox var en maskin baserad på PowerPC-arkitekturen, men när den inte blev den succé man hoppats på portade man BeOS från PowerPC till den populärare Intel-arkitekturen och försökte sälja BeOS som ett alternativ till Microsofts Windows på pc-marknaden. Det gick inte bra och företaget blev uppköpt av Palm 2001 och utvecklingen av BeOS har numera avstannat.
Zeta OS fanns ett tag på marknaden, ett operativsystem som till stora delar bestod av det som innan hade varit BeOS. Zeta-utvecklarna hävdade att de hade licens till BeOS källkod men när rättighetsinnehavaren hörde av sig lade de abrupt ner verksamheten och ZetaOS finns inte längre till försäljning.
Det enda BeOS-liknande projektet som för närvarande är aktivt är Haiku, en fri klon som är skriven helt från grunden. Ingen kod har hämtas från BeOS, till skillnad från fallet med Zeta.